# Zalhanaua, Prahova
Zalhanaua este un sat în comuna Mănești din județul Prahova, Muntenia, România.
La sfârșitul secolului al XIX-lea, făcea parte din comuna Vlădeni-Mărgineni, din plasa Filipești a județului Prahova, împreună cu satul Vlădeni. Comuna a fost desființată în 1968, când a fost împărțită între județele Prahova și Dâmbovița, localitatea Zalhanaua fiind arondată comunei Mănești.